# Petru Toarcă
Petru Toarcă (4 de octubre de 1975) es un deportista rumano que compitió en lucha libre. Ganó una medalla de bronce en el Campeonato Europeo de Lucha de 2003, en la categoría de 60 kg.

## Palmarés internacional
| Campeonato Europeo | Campeonato Europeo | Campeonato Europeo | Campeonato Europeo |
| Año                | Lugar              | Medalla            | Categoría          |
| ------------------ | ------------------ | ------------------ | ------------------ |
| 2003               | Riga (Letonia)     | Medalla de bronce  | 60 kg              |